# Songtan
Songtan es un área en el extremo norte de Pyeongtaek, Gyeonggi, Corea del Sur. Songtan alcanzó la categoría de ciudad por derecho propio en 1981, cinco años antes que Pyeongtaek, pero se fusionó, junto con el condado de Pyeongtaek, en Pyeongtaek City, en mayo de 1995. La mayoría de los residentes siguen considerando que es tener una identidad separada del resto de Pyeongtaek Ciudad. Para apaciguar a cierto descontento en la fusión funcionarios de la ciudad de Pyeongtaek decidieron mantener el Salón Songtan Ciudad intacta y convertirlo en una sucursal del Ayuntamiento Pyeongtak, donde los residentes Songtan todavía puede ir para servicios de la ciudad proporciona. En la consolidación, Songtan contaba con más de 110.000 habitantes, ligeramente inferior a la población de pre-consolidación Pyeongtaek City. El distrito tiene una oficina administrativa que anteriormente se desempeñó como Songtan Ayuntamiento. Característica más conocida de Songtan es la base aérea de Osan, que dio lugar al crecimiento de la zona y es un factor importante en la economía del distrito.

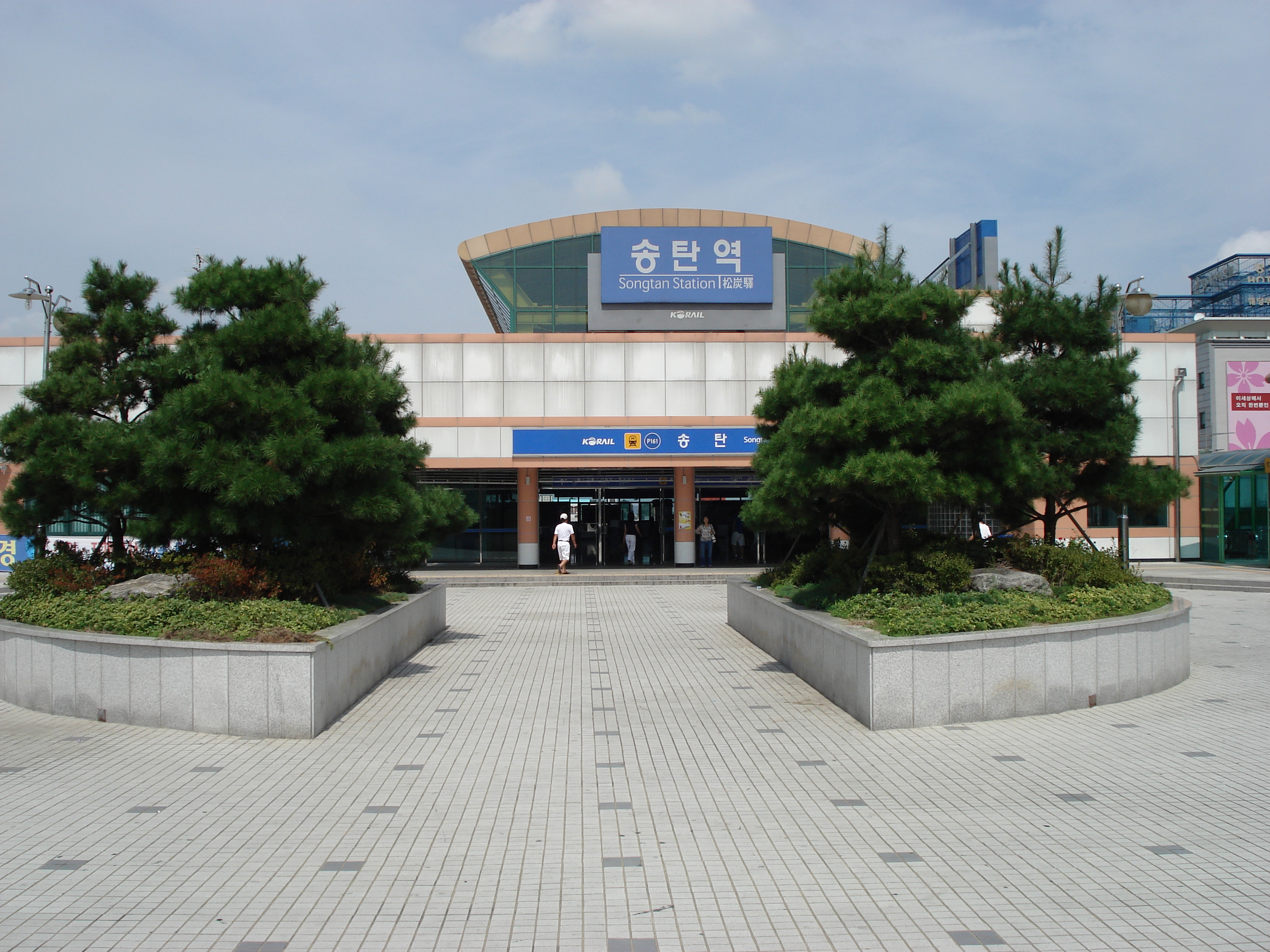
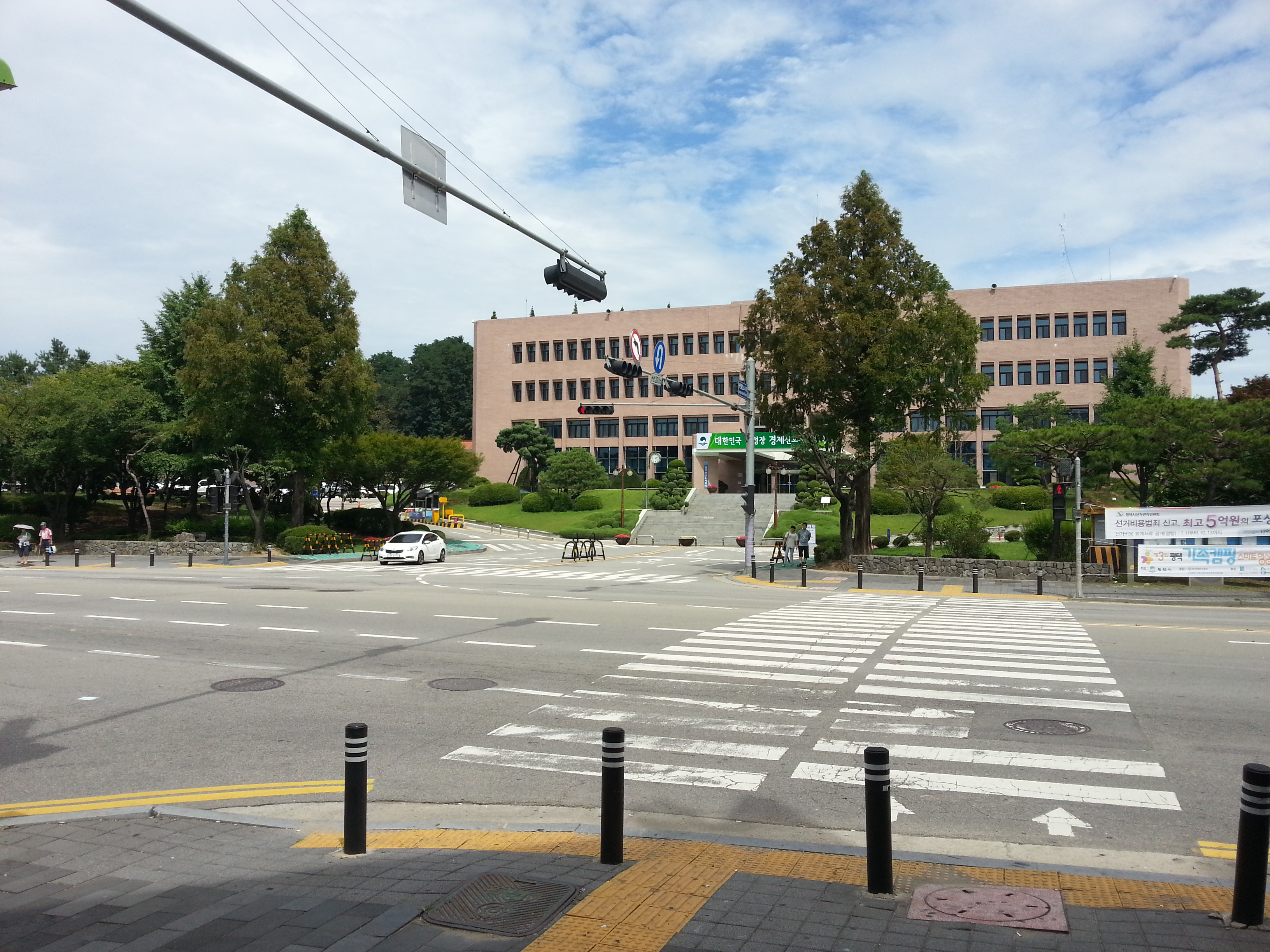
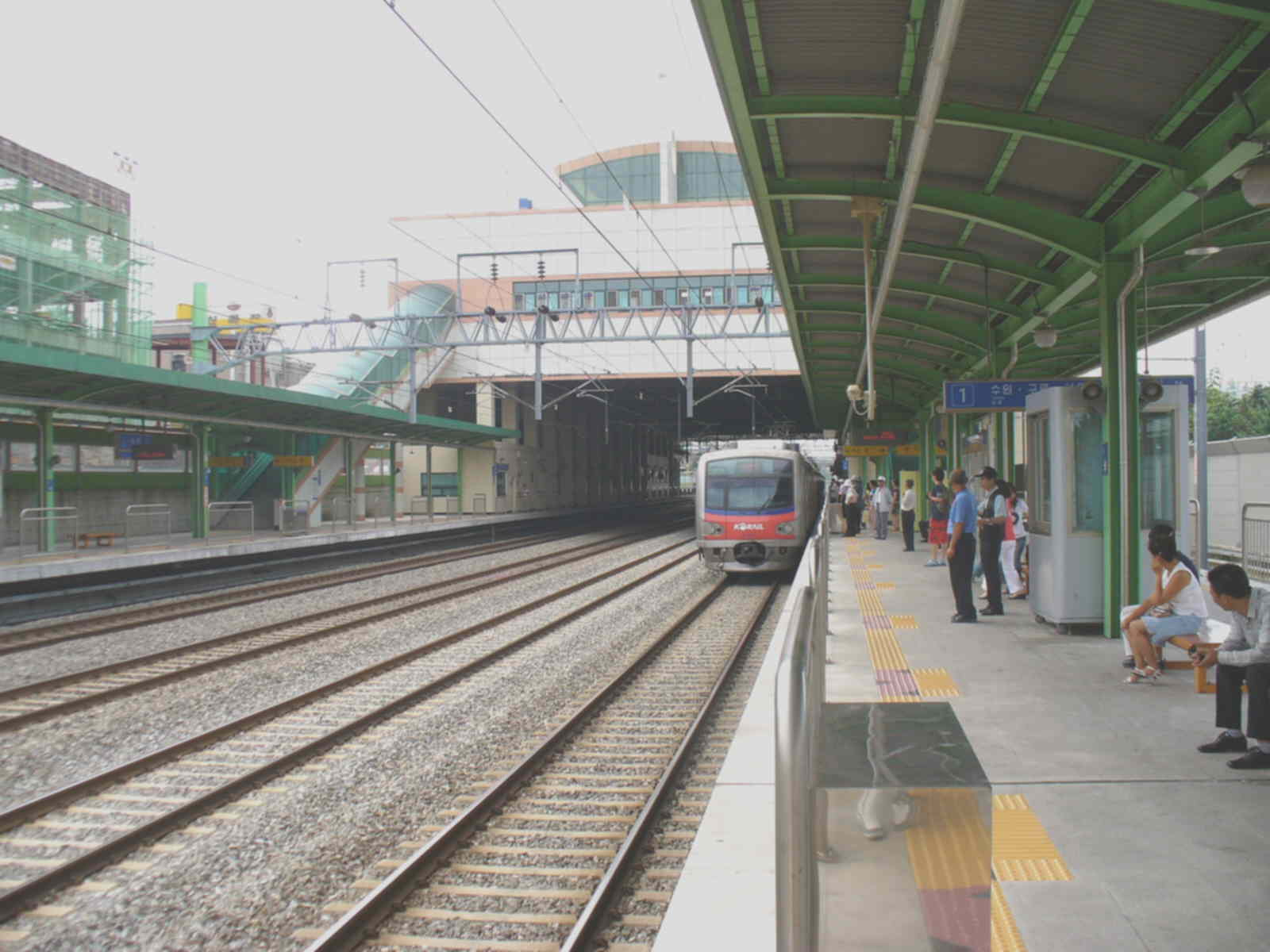

Estación Songtan y Seojeong-ri Estación sirven Songtan, y conectan Songtan a Seúl y otras ciudades como: Cheonan, Osan, Suwon, y Anyang a través del Metro de Seúl en Seúl Línea 1 del metro. Además de los trenes del metro regulares, Estación Seojeong-ri cuenta con algunos trenes Korail y los trenes del metro de Seúl Línea 1 del Metro Express. Estación Pyeongtaek es dos paradas al sur de la estación de Seojeong-ri en la Línea 1 del metro de Seúl y tiene una estación de Korail más grande.